# 1980年大韓民国の国民投票
1980年大韓民国の国民投票（1980ねんだいかんみんこくのこくみんとうひょう、朝鮮語: 1980년 대한민국 국민투표）は、1980年10月22日に実施された大韓民国における国民投票である。

## 概要
大韓民国憲法の改正案（第五共和国憲法）を承認する為に行われた国民投票である。
8月16日、崔圭夏大統領が｢この国における平和的な政権交代の模範を示すため、大統領を辞任する｣との声明を発表して辞任した。その後、朴忠勲国務総理が権限代行となって、8月27日にソウル市の奨忠体育館で統一主体国民会議による大統領選挙が行なわれ､全斗煥国家保衛非常対策委員会（国保委）常任委員会委員長を第11代大統領に選出した（選挙に先立ち全斗煥国保委委員長は8月22日に軍を退役した）。その後、政府による憲法草案の策定作業が進められ、9月29日に改憲案が公示、10月22日に国民投票（第5次）が実施された。憲法草案は圧倒的多数の｢賛成｣で承認され確定、新憲法は10月27日に公布・発効し、第五共和国体制が発足した。

## 国民投票結果
| 区分         | 区分         |            |
| ------------ | ------------ | ---------- |
| 選挙人数     | 選挙人数     | 20,373,869 |
| 投票総数     | 投票総数     | 19,453,926 |
| 投票率       | 投票率       | 95.5%      |
| 有効投票数   | 賛成票       | 17,829,354 |
| 有効投票数   | 反対票       | 1,357,673  |
| 有効投票数   | 小計         | 19,187,027 |
| 賛成票の比率 | 賛成票の比率 | 91.6%      |

出所："<표3-8> 제5차 국민투표 결과" （第5次国民投票結果）、（韓国）中央選擧管理委員會編『大韓民國選擧史　第4輯（1980.1.1～1980.2.24）』（中央選擧管理委員會）93頁。